# Chavín de Huántar
Chavín de Huántar es un sitio arqueológico (o monumento arqueológico) ubicado en el distrito de Chavín de Huántar, provincia de Huari, departamento de Áncash, en el Perú. Se ubica a 462 km al noreste de Lima y a 86 km de Huaraz, a una elevación de 3177 m s. n. m., en la Sierra Oriental de Áncash al este de la Cordillera Blanca. El complejo se ubica en la confluencia de los ríos Huachecsa y Mosna, en la cuenca alta del río Marañón, que fue un punto de paso preinca desde la costa hacia la selva, lo que propició su crecimiento e importancia en la recolección de insumos y tránsito de bienes.
Fue el centro administrativo y religioso de la cultura chavín, construido y ocupado aproximadamente entre los años 1500 y 300 a. C. (Formativo Andino). Sus estructuras, de forma de pirámide trunca, están construidas a base de piedra y argamasa de barro. La estructura más imponente es la conocida como “El Castillo”, llamado también “Templo Mayor” o “Templo Nuevo”. Es una muestra sobresaliente del arte de construir de los antiguos peruanos por el alto grado de perfección alcanzado en materia de ingeniería, en el tallado y pulido de las piedras y en la litoescultura asociada a su arquitectura. A pesar de no ser el sitio arqueológico más antiguo, ni el más grande, ni el más vistoso del Perú antiguo, a Chavín de Huántar se le considera como un importante centro de peregrinación del mundo andino y, de acuerdo a Luis Guillermo Lumbreras, una síntesis de las experiencias anteriores desarrolladas en la costa, sierra y selva, así como uno de los testimonios más tempranos de la civilización en América.
La construcción presenta una compleja red de caminos y galerías interiores de piedra únicamente iluminados por haces de luz que penetran a través de ductos estratégicamente dispuestos. En su interior aún puede apreciarse el Lanzón monolítico, piedra tallada de 4,54 m de altura en la que se observa representada una divinidad antropomorfa, posiblemente la más importante del panteón chavín. En los muros del templo principal se podía ver una serie de cabezas clavas, bultos escultóricos que oficiaban al parecer de guardianes mitológicos del templo.
El «Sitio arqueológico de Chavín» fue declarado como Patrimonio de la Humanidad en 1985 (n.º ref. 330) —el tercero en el país, tras el «Santuario histórico de Machu Picchu» y la «Ciudad del Cuzco», ambos en 1983—, describiéndolo la Unesco del siguiente modo:

El sitio arqueológico de Chavín ha dado su nombre a la cultura que se desarrolló entre los años 1500 y 300 a.C. en el alto valle de los Andes peruanos en el que se encuentra. La arquitectura de este conjunto monumental de plazas y amplias terrazas rodeadas por construcciones de piedra labrada, así como su ornamentación en gran parte zoomorfa, dan un aspecto impresionante a este lugar de culto, que es uno de los sitios precolombinos más célebres y antiguos.
UNESCO

## Toponimia
El nombre Chavín proviene de la lengua quechua, derivado de la palabra chawpin (o chawpi[n]), que significa "en el centro" o "al medio". A ello se suma el término quechua waantar, que designa una planta típica de la región andina, identificada botánica«»mente como Cortaderia rudiuscula.
Esta doble raíz toponímica no solo alude a elementos del entorno natural, sino también a la percepción simbólica del territorio por parte de las culturas prehispánicas. El significado de "al medio" podría estar relacionado con la ubicación estratégica del sitio, considerado por muchos investigadores como un importante punto de convergencia cultural y religiosa de los Andes antiguos.
El centro ceremonial de Chavín de Huántar se emplaza específicamente en el ángulo donde confluyen los ríos Mosna y Huachecsa, lo cual refuerza el simbolismo del término chawpin como eje o punto central. Este enclave geográfico habría tenido una significación especial dentro del sistema de cosmovisión andina, al estar vinculado con conceptos como dualidad, equilibrio y centralidad sagrada.
Asimismo, algunas interpretaciones etnohistóricas sostienen que la palabra "Chavín" pudo haber sido una adaptación colonial o una castellanización del nombre original en quechua, como ocurrió con muchos topónimos en los Andes durante el proceso de evangelización y dominación española.
En la actualidad, el nombre Chavín no solo identifica al sitio arqueológico, sino también al distrito de Chavín de Huántar en la provincia de Huari, región Áncash, preservando así una herencia lingüística y cultural que se remonta a más de dos milenios.

## Estudios
Pedro Cieza de León (1520-1554), cronista español, fue el primer occidental en mencionar su existencia:

“Entre los aposentos antiguos [de la provincia de Huaraz] se ve una fortaleza grande o antigualla, que es una a manera de cuadra, que tenía de largo ciento y cuarenta pasos, y de ancho mayor, y por muchas partes de ella están figurados rostros y talles humanos, todo primísimamente obrado; y dicen algunos indios que los incas, en señal de triunfo por haber vencido cierta batalla, mandaron hacer aquella memoria, y por tenerla para fuerza de sus aliados. Otros cuentan, y lo tienen por más cierto, que no es esto, sino que antiguamente, muchos tiempos antes que los incas reinasen, hubo en aquellas partes hombres a manera de gigantes, tan crecidos como lo mostraban las figuras que estaban esculpidas en las piedras, y que con el tiempo y con la guerra grande que tuvieron con los que ahora son señores de aquellos campos se disminuyeron y perdieron, sin haber quedado de ellos otra memoria que las piedras y cimiento que he contado”.

“un templo muy grande del dicho Huari, que era come un adoratorio de los indios todo debajo de tierra con unos callejones, y laberintos muy dilatados hechos de piedras muy grandes y muy labradas, donde hallo’ tres idolos que los quemó y hizo pedaços y enterró, lo qual le defcubriò vn Indio viejo, que era facerdote del dicho Huari, que lo adoraua por medio de los dichos idolos, al qual adiuidaua fi auia de aparecer las cofas perdidas, llamando, y inuocando el dicho Huari, con el pacto fobredicho, y ofreciendole vnos granos de maiz negro y coca mafcada, y luego fe le aparecia una arana al canto del fogon, donde quemaua los dichos granos de maiz, y coca mafcada, para que aquel humo fueffe ofrecido al dicho Huari, y por la dicha arana adiuinaua las cofas”

Toribio de Mogrovejo, en su visita pastoral a los pueblos del norte peruano en 1594, la describe con las siguientes palabras:

“Hay tres tiros de piedra de este pueblo (San Pedro de Chavín), una guaca de tiempo antiguo, la cual está en una fortaleza y dentro de la dicha guaca van hechos unos callejones debajo de ella y tiénese noticia que ha sido guaca que ha tenido mucha riqueza; no se ha descubierto, aunque por algunas partes de ella esta contraminada”.

En 1616, Antonio Vázquez de Espinosa realizó una descripción del templo según sus habitantes vecinos, exponiendo así su origen mitológico. Del documento Carta annua: Misión a las provincias de Ocros y Lampas del corregimiento de Cajatambo de 1619, se extrae lo siguiente:

“En un tiempo muy antiguo, aun antes del gobierno de los incas, todas las huacas eran hombres y mujeres como los de ahora. Fue entonces que emergió un dios enorme llamado Huari Viracocha. Se dice que este gran dios surgió del Collao, que es en el obispado del Cusco; otros mencionan que surgió de la laguna Chucuito, que es en el obispado de La Paz, que llaman lago Titicaca.

Describen a Huari Viracocha como un dios gigante y barbado que, de manera semejante a los españoles por tenerlas, llamaron Viracocha por parecerse en ellas a su dios. También se decía que por doquiera que pasaba, este dios convertía las huacas en piedras corrientes.

Enterados de aquella noticia, los indios de la provincia se juntaron con los Conchucos (Huaris) y orquestaron un plan para acabar con el gigante. Estos indios idearon edificar una gran casa con una trampa para ofrecer al dios a holgarse en ella. Apenas entrase el dicho Huari, este caería en dicha trampa y que la casa terminase por caer encima de él y muriese en ella. Trataron de establecer todo para consumar dicho acto; sin embargo, como el dicho Huari era muy sabio, se enteró de todo. Acto seguido, el dios Huari disimuló caer en el engaño e hizo juntar a todos los indios y/o huacas en el lugar señalado y ahí las convirtió a todas en piedras de varias figuras: pumas, osos, etc. Y desde ese entonces, todas quedaron hechas de piedra, dejando a esta formidable casa en gran veneración y la llamaron la casa de las huacas. Dicha casa se encuentra ubicada en los Conchucos (Huari).

En 1873 visitó el sitio el explorador italiano Antonio Raimondi, que quedó impresionado, pero a la vez lamentó el estado en que se encontraba así como hizo notar que los pobladores lo usaban como cantera para abastecerse de piedras para la construcción de sus casas. Charles Wiener en 1880 realiza el primer dibujo de la deidad en el Templo Antiguo. Más tarde, en 1883, el alemán Ernst W. Middendorf (1830-1908) exploró el sitio descubriendo la gran escalinata que conduce de la Plaza Cuadrada al Templo Mayor y recoge el nombre usado por los pobladores para nombrar a esa deidad: Huanca. A partir de 1919 fue investigada por el arqueólogo peruano Julio C. Tello, que realzó su importancia y lo consideró como la sede de la más antigua cultura peruana, la que habría dado origen a la civilización andina.
El 17 de enero de 1945, un aluvión originado por el desborde de la laguna Rúrec cubrió y dañó las estructuras del santuario, produciéndose acumulaciones de hasta cuatro metros en algunos sectores. Por ello, Jorge C. Muelle comisionó a Marino Gonzales para que retirara del sitio los estratos aluviales (1955). Esta obra se prolongó hasta 1965, y puso al descubierto zonas hasta entonces desconocidas, como por ejemplo, la portada del Castillo, bautizada como la “portada de las Falcónidas”.
Entre 1966 y 1973, un equipo de la Universidad Nacional Mayor de San Marcos encabezado por Luis Lumbreras y Hernán Amat Olazábal, excavó en el sitio y amplió el conocimiento sobre los pasajes y recintos interiores del santuario. En los años 1970 y 1980 Richard Burger realizó excavaciones estratigráficas, que condujo a clarificar las secuencias del desarrollo de la cerámica del lugar. De 1980 a 1982 se desarrolló el Proyecto Arqueológico Chavín de la Universidad Nacional Federico Villarreal, auspiciado por la Fundación Volkswagenwerk y dirigido por Federico Kauffmann Doig.
Recientes investigaciones y excavaciones realizadas en el centro de la Plaza Cuadrada, dieron evidencia de entierros ceremoniales, permitiendo encontrar el antiguo lecho del río Mosna, lo que significa que el cauce del mismo, fue desviado para permitir la construcción de esta plaza.
En 1985 es declarado patrimonio cultural de la Humanidad por la UNESCO.

## Cronología
Chavín de Huántar fue construido entre los años 1500 y 300 a. C., aproximadamente. Sus diversas estructuras fueron elevadas en distintos momentos históricos. John Rowe sostuvo que el complejo surgió a base de sucesivas ampliaciones, partiendo de una edificación primigenia a la que denominó “Templo Viejo”, el mismo que está asociado al ídolo del Lanzón monolítico, situado en una galería subterránea. Tras unos siglos de uso, el “Templo Viejo” habría sido abandonado y reemplazado por el “Templo Nuevo”, conformado por “El Castillo” y por la “Plaza Cuadrada” con sus respectivas plataformas.

## Centro de culto

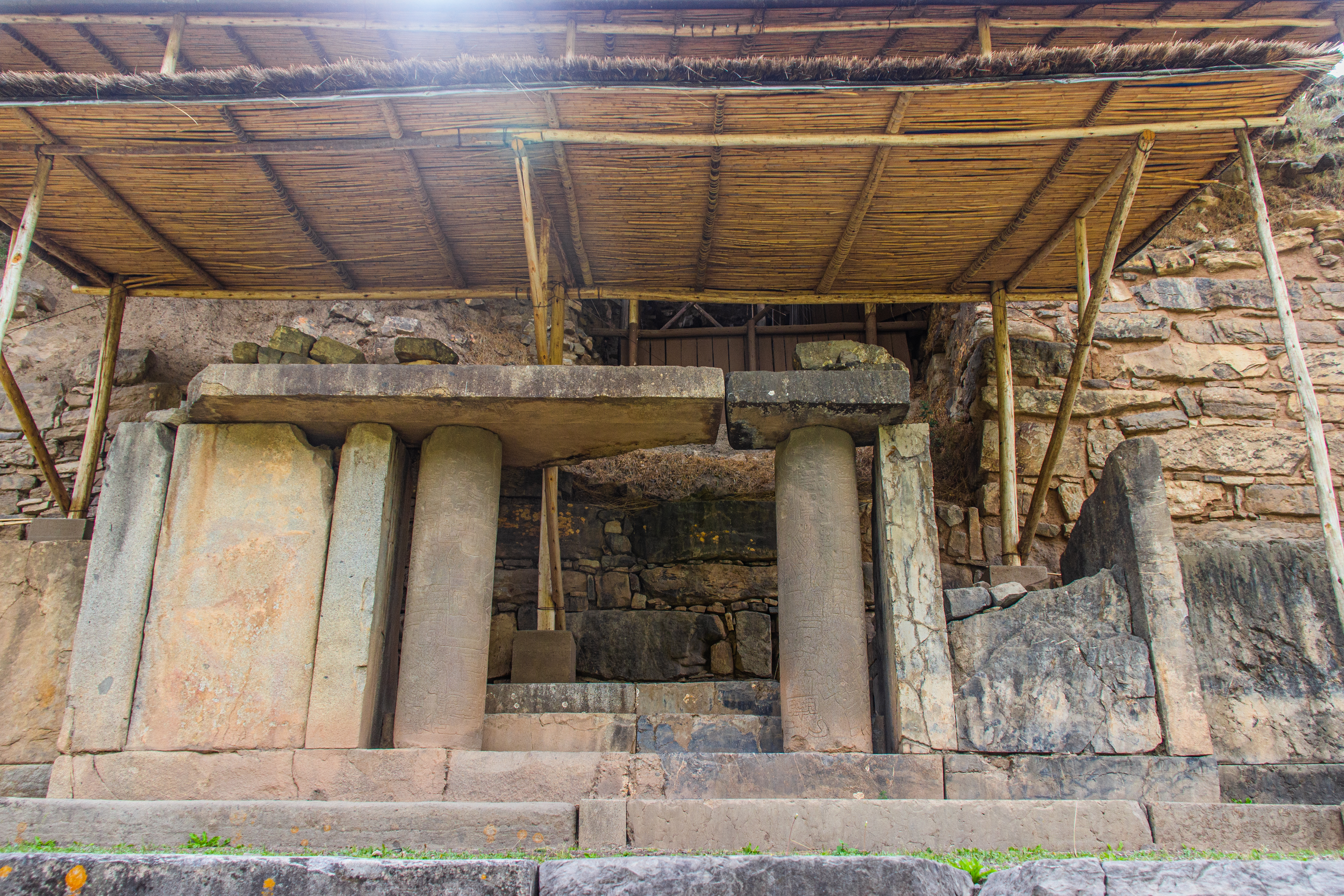
Vista del Templo o Castillo de Chavín: Pórtico de las Falcónidas.

Se cree que Chavín fue levantado en un lugar cuidadosamente elegido en atención a criterios mágico-religiosos y no en consideración a que fuera un lugar privilegiado por sus suelos, debido a que existen valles cercanos más productivos, aun considerando el aprovechamiento de sus laderas de secano cultivadas mediante terrazas.
Es significativo que siglos después, el Cuzco, centro del Incario, fuera elevado también en un tinkuy o confluencia de dos riachuelos de escasa productividad, lo cual abona a favor de la teoría de que Chavín haya tenido similar origen.[cita requerida]

## Organización político-social
Había cuatro tipos de pobladores: los sacerdotes de Chavín, los peregrinos de diversas partes, con rango de sacerdotes, los artesanos o especialistas y la gente común. La diferencia entre el hombre y la mujer parece significativa, aun cuando el papel que el sexo femenino jugaba y la liturgia era muy importante; eso podría llegar hasta el punto de que pudiera haber sacerdotisas. De hecho, casi todos los personajes sagrados que conocemos presentan una versión femenina junto a la masculina.
Los sacerdotes estaban a cargo del templo, que era su centro de trabajo. Allí estaban las instalaciones y personas dedicadas a la producción de los calendarios, de donde se deriva su condición de "oráculos", que es el servicio que ellos ofrecían —la predicción de los ciclos climáticos estacionales anuales—.
Los sacerdotes eran observadores del cielo y gracias a eso podían registrar con gran precisión los desplazamientos del Sol tanto en el oriente como en el poniente, las fases de la Luna y el movimiento de las estrellas. Con eso obtenían períodos fijos en el tiempo, a los que podían asociar los ciclos estacionales, que no son fijos. Los períodos de sequía o de intensas lluvias, si bien tienen un ritmo anual previsible, que se establece a partir del solsticio de verano —fines de diciembre—, son azarosos en su inicio e intensidad. El saber con anticipación las características de cada ciclo de lluvias es una tarea —que requiere especialización— que es, sin duda, fundamental para conducir las campañas agrícolas cada año. Para eso, hay que combinar el calendario solar-estelar con otros indicadores del tiempo, tales como los de las costumbres de los animales. Esa era la tarea especializada —y según parece exitosa— de los sacerdotes de Chavín.
Por todo esto, el estatus de sacerdote era muy alto en la sociedad chavín. Se expresa en el conjunto de atributos que se le conceden y que se expresan físicamente en vestidos muy elegantes y costosos, y adornos hechos con plumas, piedras exóticas, oro y joyas.
Los miembros de la élite se distinguían por el uso de coronas, orejeras, narigueras y collares, elementos que representaban la categoría de quien los utilizaba, encargados del culto "felínico". Este culto era visual, el dios felino, probablemente un jaguar, estaba representado en imágenes aterradoras, que reflejaban creencias complejas, y vinculaban a los hombres con los animales, y a los miembros de los distintos grupos entre sí.
Poseían una sociedad jerárquica piramidal:
- A la cabeza estaban los sacerdotes-dirigentes, quienes cumplían funciones religiosas y a la vez, gobernaban al pueblo.
- Luego se encontraban los especialistas, que eran artesanos en piedra y greda, metalurgia, textilería e ingenieros hidráulicos, que perfeccionaban las técnicas de regadío para aumentar la producción de papas, maíz, frijoles, ajíes, etc. Estos especialistas eran mantenidos por el Estado.
- Finalmente se encontraban los campesinos, que trabajaban la tierra utilizando las técnicas ideadas por los ingenieros.

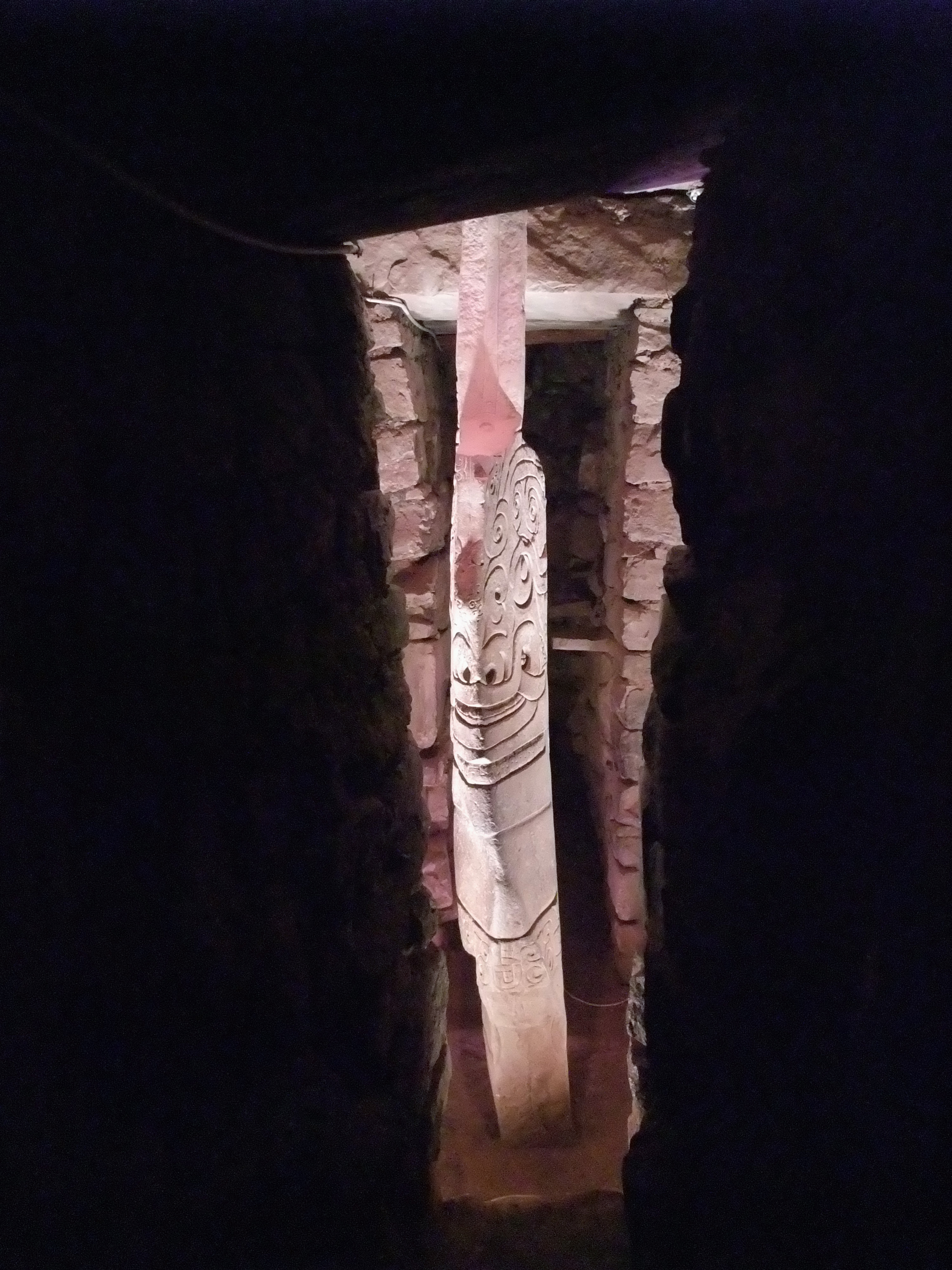
El lanzón monolítico.

## Divinidad
Los antiguos chavinos representaron a sus dioses en grandes monolitos. Los más conocidos son el lanzón monolítico, la Estela Raimondi y el Obelisco Tello. Cada uno de ellos es una huanca, que en la cultura andina tiene trascendencia espiritual y sirve para el control social político de la población, amenazada por elementos de la naturaleza y escasez de alimentos. En quechua significa piedra de poder y tienen un carácter eminentemente sagrado. Según una interpretación, el monolito chavín reúne los tres elementos de la trilogía cosmogónica de Chavín: águila, serpiente y felino (aire, agua y tierra) es decir, deidades represivas que sirven como centinelas y ahuyentan el mal. Así, aire, agua y tierra confirman una armonía permanente con el Cosmos que se trasluce en todo el legado de Chavín.
La huanca más conocida es el emblemático Lanzón monolítico de unos cinco metros de altura. Es una figura antropomorfa con una cabeza tres veces más grande que su cuerpo, de la que brotan serpientes a manera de cabellera. Luce encima una especie de tiara. El resto del cuerpo es corto y grueso. Además, está provisto de enormes colmillos, garras en manos y pies, así como grandes orejeras. Tiene su mano izquierda hacia abajo y la derecha en alto con los dedos extendidos. Tradicionalmente, a esta imagen se le ha identificado como un dios felino (jaguar). Por su ubicación, al interior de las galerías subterráneas del templo, representaría una divinidad relacionada con el Uku Pacha (mundo subterráneo).
Comparando con otras iconografías contemporáneas y posteriores, Federico Kauffman Doig sostiene que la divinidad representada en los monolitos de Chavín es básicamente un ser híbrido: mitad hombre con boca atigrada y mitad ave de rapiña, al cual ha denominado Piscoruna-Pumapasimi (quechua: hombre ave con boca atigrada). Esta deidad estaría relacionada con el culto al agua y la fertilidad, de tanta importancia en las civilizaciones agrícolas del Perú antiguo.
Un gran enigma son los innumerables acueductos y caídas de agua que existían en el lugar, creando mediante un sistema de compuertas, un efecto acústico que se asemejaba al rugido de un felino. El estudioso Tiberio Petro-León sostenía que se trataba de un mecanismo de generación acústica similar al mantra, con la finalidad de inducir diferentes estados de la mente, tal vez estimulados con la ingestión de la decocción del cactus San Pedro (Echinopsis pachanoi) que contiene mescalina, muy abundante en la zona. Se han encontrado restos de mullu (Spondylus crassisquama) y en la iconografía aparece el cactus San Pedro y las vainas del árbol de la huillca (Anadenanthera colubrina).

## Apariencia y forma
Viene siendo de una forma que asemeja a un colmillo, probablemente tratando de asemejarse al de un felino o en su defecto también tiene la apariencia de una suerte de azada que sirve mucho para el trabajo de la tierra en lo que respecta a la agricultura que es el ámbito en donde se especializaron. También se puede mencionar las características en forma que asemeja al de una persona con apariencias animales predominantemente el de felino contando con una sonrisa siniestra y serpientes por cabellos.
En cuestión a la vestimenta luce una túnica con cabezas trofeo como cinturón esto demuestra una dualidad que se verá más adelante.  

## Significación
Como ya mencionamos, este tiene una forma de herramienta para el trabajo de la tierra que era una cuestión de gran importancia en esta cultura y que se usaba sobre todo para el trabajo en lugares de mayor altitud, entonces esto supondría que la forma que obtendría su dios debería indicar el control que tenía la divinidad para llegar a darles una cosecha más fructífera y una mayor suerte en la siembra de sus productos.
También se puede avistar otra clase de formas "excentricidades visuales" que surgen de las cabezas de los animales felinos que lleva en la parte inferior con forma de cinturón de la túnica en la figura, donde comparten las bocas con una sola garganta para simular el cinturón. Esta representación, donde dos o más imágenes comparten forma, se le nombra rivalidad de contornos, y en el arte de Chavín es deliberada, llegando a crear una rivalidad o dualidad entre los seguidores del culto y los que no lo son.
Entonces estaba presente esta lucha entre los iluminados del culto y los que no eran iluminados y por tanto no tenían las suertes que esta divinidad daba como ya se mencionó la mejora en las cosechas.
También está la posición en donde se ubica el lanzón(central). La centralidad tiene como función primordial servir entre el cielo, la tierra y el mundo terrestre mostrando el poder que este tenía sobre estos "3 mundos" y la importancia que implicaba

## Línea de tiempo
| ANTES     | CULTURA CHAVÍN     | CULTURA VICUS      |
| --------- | ------------------ | ------------------ |
| 800 a. C. | 700 a. C.-200 a.C. | 200 a. C-400 d. C  |
|           | PARACAS CAVERNAS   | PARACAS NECRÓPOLIS |

## Arte
Chavín tiene un arte recargado, no deja espacios libres y las representaciones son severas, rígidas, simbólicas y sobrecogedoras en su expresión. Las piedras de sus monumentos son diseñadas en relieve o grabadas.
La vajilla doméstica y otros recursos de consumo, no diferían de los que se usaban en los templos para fines rituales, con excepción de algunas piezas selectas.

### Arquitectura

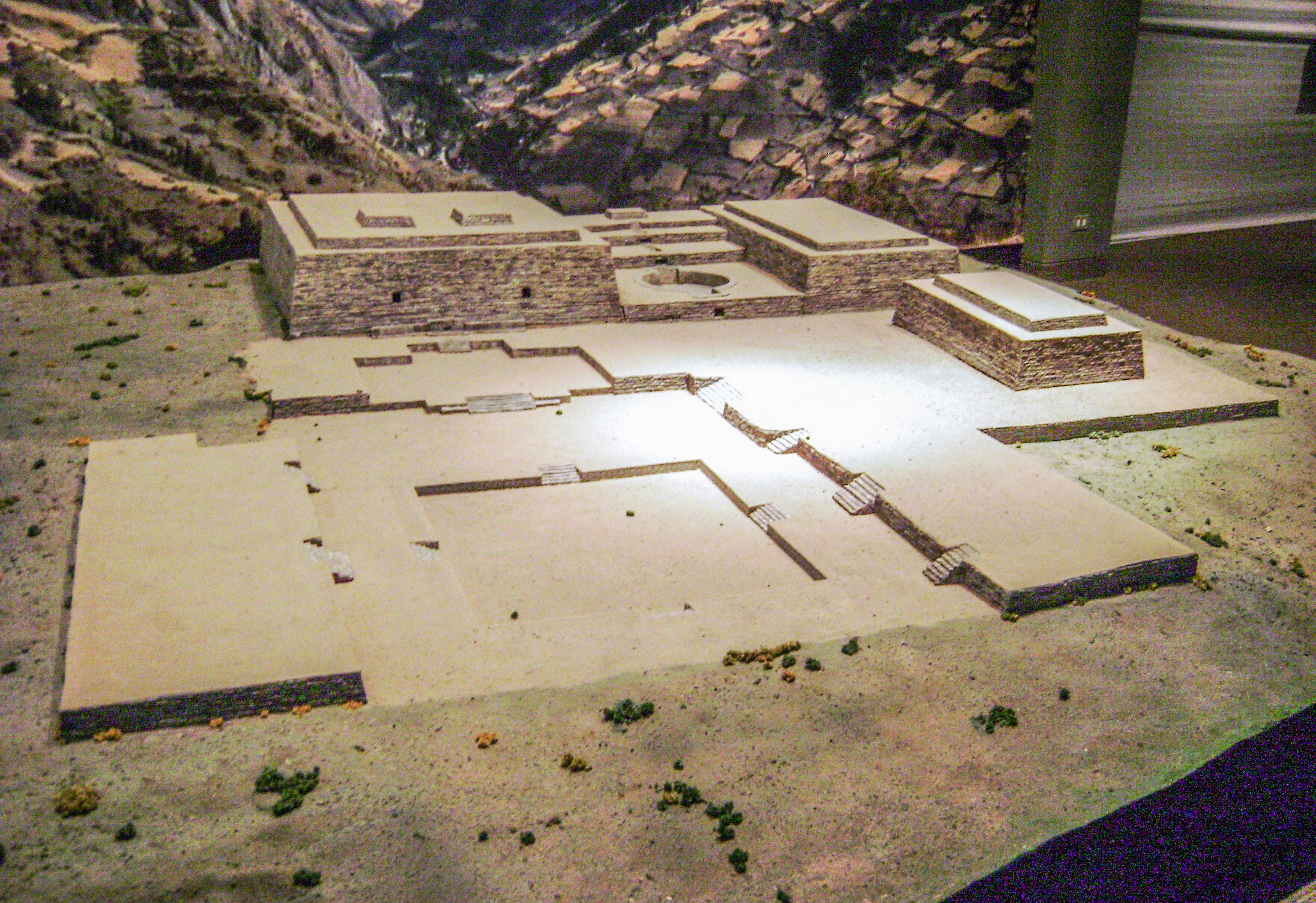
Maqueta que representa al complejo de Chavín de Huántar.

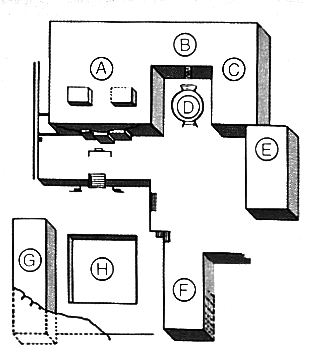
Plano de Chavín de Huántar: A) El Castillo o Templo Nuevo. B) El Templo Viejo (El Lanzón). C) Estructura Norte. D) Plaza Circular. E) Pirámide Tello. F) Plataforma Norte G) Plataforma Sur. H) Plaza Cuadrangular.

Sólo una parte de su arquitectura se ha preservado debido a su monumentalidad. El centro ceremonial tenía como núcleo este sector monumental. Las estructuras han sido construidas enteramente en piedra, muchas de ellas granito blanco (granodiorita) cuyas canteras se encuentran en la vecindad del túnel de Kawish, a más de 30 km de distancia.
Los templos tienen una serie de plataformas con un fuerte talud en sus muros, con un perfil piramidal (5,3° de inclinación). Fueron construidos por etapas, según lo ha determinado el arqueólogo John Rowe.
- El Templo Viejo es el templo más antiguo, que tiene forma de “U”. En su interior hay una extensa red de pasajes y cámaras interiores íntegramente construidas en piedra. En medio de la penumbra que reina en esos ambientes, hay inusitados haces de luz que irrumpen por los estratégicos ductos que comunican con el mundo exterior. Resulta posible escuchar nítidamente la voz de una persona a muchos metros de distancia como si estuviera a nuestro costado. En uno de esos pasajes interiores se aloja todavía el famoso ídolo de piedra conocido como "el Lanzón". Como todo templo en “U”, constaba de dos alas laterales: su ala sur se fundió luego en el llamado “Castillo” y su ala norte es lo que actualmente se conoce como la Estructura Norte. Flanqueadas por estas alas se halla una Plaza Circular (cuyo diámetro es de 20,8 m). Una escalinata de piedra parte de la base de esta plaza circular y asciende hasta las proximidades de la entrada a la galería del Lanzón.

- El Castillo o Templo Nuevo es una pirámide mayor (71,0 m x 71,0 m), la más prominente del conjunto, no solo por su tamaño sino por su buen estado de conservación así como la maestría desplegada en su elaboración. Cuenta con dos brazos o alas laterales llamadas Plataforma Norte y Plataforma Sur, que flanquean una Plaza Cuadrangular (50,2 m x 50,2 m). Se cree que en esta plaza se exhibía la Estela Raimondi, que sería así la principal wanca o piedra sagrada de esta etapa. Volviendo al edificio principal, este tiene un pórtico principal llamado el Pórtico de las Falcónidas, con grabados en las piedras y es precedido por un atrio y un conjunto de escalinatas que ascienden desde la plaza cuadrada, donde también hay litoesculturas únicas ejerciendo las funciones de dinteles, columnas o lápidas con grabados de personajes del estilo chavín. El Castillo contiene también galerías subterráneas y ductos de ventilación. Empotrados en lo alto de sus muros perimétricos (lados sur, este y oeste) se hallaban una serie de cabezas clavas o esculturas de piedra, con rostros de personajes mitológicos. Solo una de ellas se mantiene en su lugar (pared oeste).

Existe otra estructura piramidal trunca, la llamada Pirámide Tello, que se considera la construcción más tardía del conjunto.
Casi la totalidad de sus edificios y anexos fueron laboriosamente construidos con columnas, cornisas, dinteles, lápidas, obeliscos y esculturas que se agregaban a los muros o plazas, convirtiendo los espacios ceremoniales en un hermoso escenario, adornado con las imágenes de los dioses y demonios que poblaban el panteón chavín. Sus materiales están constituidos por piedras de diversos colores, procedentes de distintos lugares de los Andes peruanos.

### Escultura

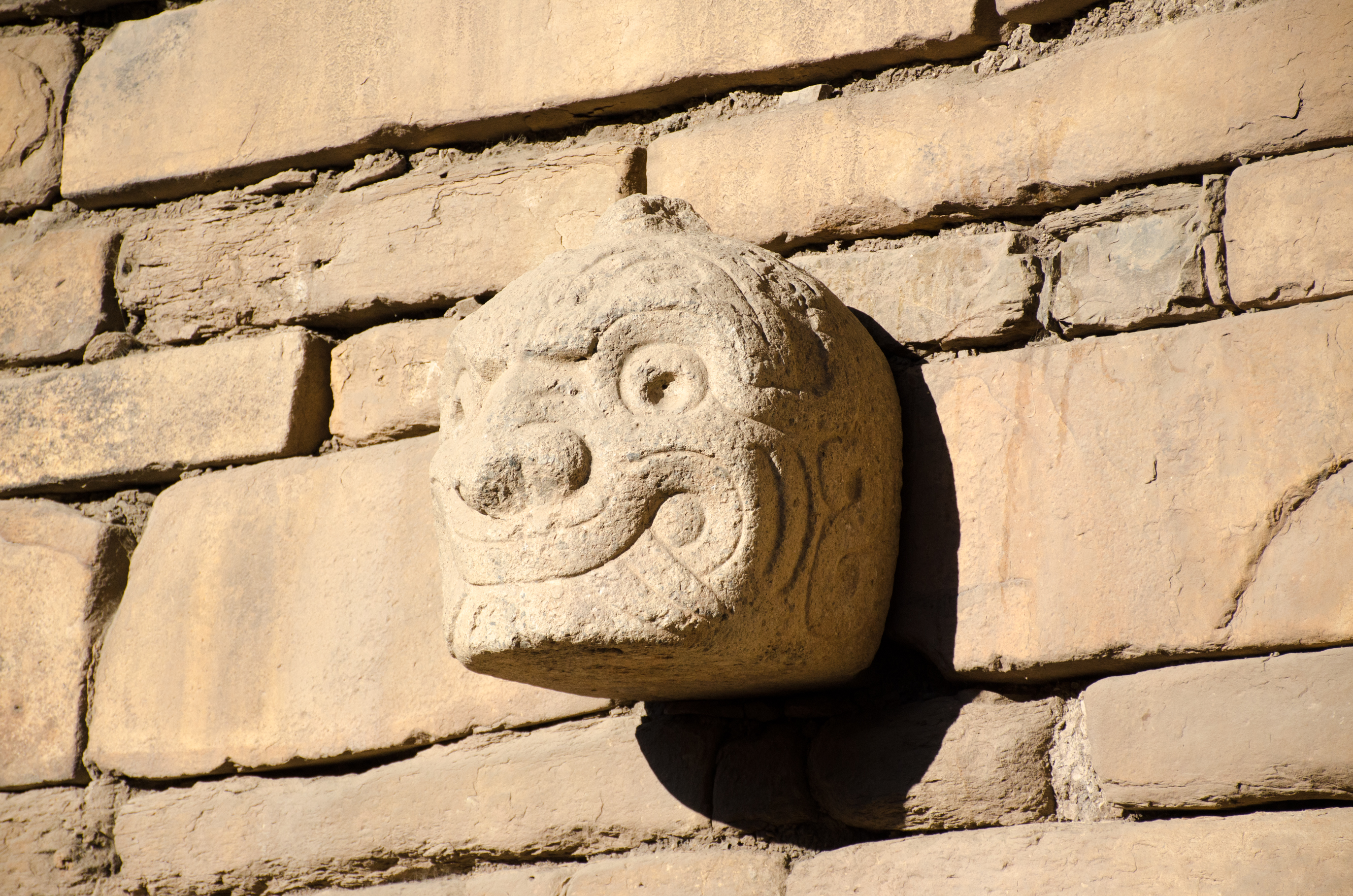
Cabeza clava en su ubicación original.

El arte escultórico viene a ser un complemento de la arquitectura chavín. Está representado por monolitos, cabezas clavas, estelas o lápidas, obeliscos, cornisas; todas con figuras grabadas en alto y bajorrelieve que representan a seres mitológicos.
- Los monolitos son enormes esculturas de una sola pieza. El exponente máximo de este tipo es el lanzón monolítico, esculpido en granito irregular, de 4,53 m de alto, y que se encuentra en la intersección de los corredores subterráneos del Templo Viejo de Chavín. Presenta la forma de cuchillo, cuyo borde cortante, correspondiente a la cara del ídolo, mira al este. Muestra a un dios antropomorfo, cuya enorme cabeza felínica, con cabellera formada por serpientes ocupa la tercera parte del volumen de la escultura. Muestra una boca con agudos colmillos y la mirada fiera; su cuerpo es corto y grueso, y las extremidades pequeñas con la mano izquierda hacia abajo y la derecha en alto, con los dedos extendidos.

- Las estelas, llamadas también lápidas, son también esculturas líticas de una sola pieza, pero de forma plana. La más conocida es la Estela de Raimondi, llamada así en honor del sabio italiano que lo descubrió en 1872. Mide 1,98 m de longitud, 0,74 m de ancho y 0,17 m de espesor. Se distingue por su complicado dibujo y su fino tallado, representando a un dios antropomorfo, con facciones, garras y colmillos de felino, que empuña en sus manos dos báculos o cetros.

- Las cornisas son esculturas más pequeñas que las anteriores, y que posiblemente formaban parte de las lápidas. Un ejemplo es el llamado “Cóndor de Chavín”, que fue hallado incompleto por Tello. Está trabajado en granito y presenta forma irregular. Mide 0,80 m por 0,45 m. Representa la figura de un ave mitológica casi realista, que en principio se reconoció un cóndor, aunque también puede ser un águila o halcón.

- Los obeliscos son esculturas en forma de prisma. El más representativo de ellos es el Obelisco Tello. Mide 2,52 m de alto, y 0,32 m de ancho en la base. Se halla esculpido en alto, bajo y planorrelieves, representando a dos deidades míticas, o en todo caso, un dios doble hermafrodita (masculino y femenino). Se ven también divinidades secundarias y diversos alimentos (yuca, calabaza, achira) diestramente representados.

- Las cabezas clavas son una serie de esculturas hechas en bulto y que representan cabezas de felinos, serpientes y aves, combinadas con rasgos humanos. Deben esa denominación de clavas al hecho que terminan en una prolongación, a modo de clavo, que permitía empotrarlos fácilmente, a distancias simétricas, en la fachada del Templo o Castillo de Chavín. Una teoría considera que se trataban de los guardianes del Templo. Estaban trabajadas en roca arenisca, de diferente consistencia, cuarcita y granito. Desgraciadamente, de las 56 que en total eran, sólo una se mantiene in situ. Las otras han desaparecido o se conservan en los museos.